# Свадебная вечеринка (фильм, 1969)
«Сва́дебная вечери́нка» (англ. The Wedding Party) — американский художественный фильм в жанре лёгкой комедии, переходящей в фарс, поставленный начинающими режиссёрами Брайаном Де Пальма и Синтией Манро под руководством их преподавателя, профессора Уилфорда Лича. Все трое выступили также сценаристами и продюсерами картины. Фильм был снят в Нью-Йорке в 1963 году.

## Сюжет
Чёрно-белый фильм, снятый с ускорениями и замедлениями скорости кадров, имитирующими немое кино, рассказывает о проделках и фантазиях жениха и двух его друзей до и после свадебной церемонии в имении родителей невесты на Лонг-Айленде.
Тосты и наставления родственников, практичные или смешные подарки, побег жениха и его счастливое возвращение к алтарю. Всё это подано с открытой непосредственностью молодых авторов.

## В ролях
| Актёр          | Роль                  |
| -------------- | --------------------- |
| Чарльз Пфлюгер | Чарли , жених         |
| Джилл Клейберг | Джозефин , невеста    |
| Уильям Финли   | Алистер , друг жениха |
| Роберт Де Ниро | Сесил , друг жениха   |

## Производство
Фильм был снят и готов к прокату в начале 1964 года, но компания-производитель разорилась. Возможность выпустить картину в прокат появилась в 1969 году.